# Моррісвілл (Нью-Йорк)
Моррісвілл (англ. Morrisville) — селище (англ. village) в США, в окрузі Медісон штату Нью-Йорк. Населення — 1633 особи (2020).

## Географія
Моррісвілл розташований за координатами 42°53′52″ пн. ш. 75°38′41″ зх. д. / 42.89778° пн. ш. 75.64472° зх. д. (42.897825, -75.644811).  За даними Бюро перепису населення США в 2010 році селище мало площу 2,98 км², уся площа — суходіл. В 2017 році площа становила 2,65 км², уся площа — суходіл.

## Демографія
Згідно з переписом 2010 року, у селищі мешкало 2199 осіб у 418 домогосподарствах у складі 197 родин. Густота населення становила 737 осіб/км².  Було 466 помешкань (156/км²).
Расовий склад населення:
| - 73,0 % — білих - 20,4 % — чорних або афроамериканців - 1,4 % — азіатів - 0,4 % — корінних американців - 2,6 % — осіб інших рас |

До двох чи більше рас належало 2,2 %. Частка іспаномовних становила 6,7 % від усіх жителів.
За віковим діапазоном населення розподілялося таким чином: 8,2 % — особи молодші 18 років, 81,5 % — особи у віці 18—64 років, 10,3 % — особи у віці 65 років та старші. Медіана віку мешканця становила 20,7 року. На 100 осіб жіночої статі у селищі припадало 106,1 чоловіків;  на 100 жінок у віці від 18 років та старших — 108,1 чоловіків також старших 18 років.
Середній дохід на одне домашнє господарство  становив 58 394 долари США (медіана — 50 652), а середній дохід на одну сім'ю — 67 968 доларів (медіана — 54 583). Медіана доходів становила 34 917 доларів для чоловіків та 31 607 доларів для жінок. За межею бідності перебувало 15,3 % осіб, у тому числі 16,5 % дітей у віці до 18 років та 2,5 % осіб у віці 65 років та старших.
Цивільне працевлаштоване населення становило 555 осіб. Основні галузі зайнятості: освіта, охорона здоров'я та соціальна допомога — 49,5 %, мистецтво, розваги та відпочинок — 16,4 %, роздрібна торгівля — 11,2 %.